# Øster Skadhede
Øster Skadhede er en slægtsgård, der ligger nordligt i Bøvling Sogn, Lemvig Kommune. Slægten kan følges gennem 11 generationer i perioden 1624-2012.
Gården er portrætteret af Anders Agger i DR-dokumentaren 'Slægtsgården' i 1996.

## Ejerliste
Denne liste er ufuldstændig; hjælp gerne med at udfylde den.
Sven Pedersen (Birkedommer i 1624)
Peder Svendsen (1664-1688)
Mogens Pedersen (1688-1729)
Knud Mogensen (1729-1749)
Søren Laursen  (1749-1799)
Christen Sørensen (1799-1817)
Maren Christensdatter (1817-1831)
Christen Christensen (1831-1866)
Jens Christensen (1866-1917)
Søren Kristensen Skadhede (1917-1949)
Jens Skadhede (1949-2012)